# Der Revisor (Egk)
Der Revisor ist eine Komische Oper in fünf Akten von Werner Egk, der auch sein eigener Librettist war. Das Textbuch basiert auf der gleichnamigen Komödie (1836) von Nikolai Gogol. Ihre Uraufführung erlebte die Oper am 9. Mai 1957 im Schlosstheater Schwetzingen im Rahmen der dortigen Festspiele.

## Handlung
Die Oper spielt in einer russischen Provinzstadt Mitte des 19. Jahrhunderts. Außer dem zweiten Akt, der einen Raum in einem Gasthof zeigt, haben die anderen Akte das gleiche Bühnenbild: Ein elegantes Zimmer im Hause des Stadthauptmanns.
Dem Stadthauptmann einer russischen Provinzstadt wird die Nachricht übermittelt, er werde demnächst Besuch von einem hohen Revisor aus dem fernen Sankt Petersburg bekommen, der die Aufgabe habe, alle öffentlichen Bücher strengstens zu prüfen. Weil der Hauptmann weiß, dass in seiner Verwaltung vieles im Argen liegt, berät er sich mit dem Stadtrichter, der auch einiges zu verbergen hat. Dabei verfallen sie auf die Idee, alle Unregelmäßigkeiten zu vertuschen.
Die beiden Pensionäre Bobtschinskij und Dobtschinskij stoßen hinzu und melden, im Gasthof des Ortes sei vor ein paar Tagen ein äußerst elegant gekleideter Herr namens Chlestakow mit seinem Diener Ossip abgestiegen. Sie ließen es sich dort gut gehen, hätten aber noch keine Rechnung beglichen. Sofort signalisiert ein Gedankenblitz dem Stadthauptmann, dass es sich bei jenem Herren nur um den gefürchteten Revisor handeln könne. Schließlich habe es in der ihm zugetragenen Nachricht geheißen, er sei inkognito unterwegs.
Pochenden Herzens macht sich der Stadthauptmann – gemeinsam mit dem Richter, dem Postmeister und den beiden Pensionären – auf den Weg zum Gasthof. Er will herausfinden, ob der Beamte aus der Hauptstadt gegen eine erkleckliche Summe geneigt wäre, sich mit ihm auf einen Kuhhandel einzulassen. Als Ossip seinem Herrn meldet, wer ihn zu sprechen wünsche, bekommt es Chlestakow mit der Angst zu tun. Er ist nämlich nicht der Revisor, sondern ein Hochstapler, der mit seinem Diener lediglich auf der Durchreise ist. Nun fürchtet er, gleich als Zechpreller verhaftet zu werden. Als er aber den wahren Grund erkennt, dessentwegen ihm das Stadtoberhaupt mit seinem Gefolge die Aufwartung macht, ist er sofort erleichtert und beschließt, die ihm zugedachte Rolle zu spielen. Es wäre doch gelacht, wenn er daraus keinen Nutzen ziehen könnte!
Gerne ist Chlestakow der Einladung des Stadthauptmanns gefolgt, von dem schäbigen Hotel in dessen elegante Villa umzuziehen. Es dauert nicht lange, bis er es versteht, alle höheren Beamten zu schröpfen. Auch Anna, die Gattin seines Wohltäters, umschmeichelt er mit lieblichen Worten. Als er dann auch noch mit der Tochter Marja zu flirten beginnt und diese sich seinem Werben nicht abgeneigt zeigt, wird bald Verlobung gefeiert. Mit vor Stolz geschwellter Brust erzählt das Stadtoberhaupt den Honoratioren des Ortes, was er für einen tüchtigen Schwiegersohn bekomme.
Nach und nach wird Chlestakow der Boden unter den Füßen zu heiß. Er versichert seinem Gastgeber, eine dringende Erbschaftsangelegenheit mache seinen sofortigen Aufbruch notwendig. Sobald diese abgewickelt sei, kehre er wieder und führe Marja vor den Traualtar. Der Stadthauptmann zeigt Verständnis für seinen Schwiegersohn in spe und gibt ihm noch einen stolzen Geldbetrag mit auf die Reise.
Aufgeregt stürzt der Postmeister ins Zimmer des Stadthauptmanns, in der Hand einen Brief haltend, den Chlestakow kurz vor seiner Abreise an einen Freund schrieb und bei ihm aufgab. Es ist nicht das erste Mal, dass er das Postgeheimnis gebrochen und den Brief gelesen hat. Darin macht sich Chlestakow lustig über seine naiven Gastgeber. Empört müssen alle feststellen, dass sie von einem Fremden schändlich betrogen worden sind. Doch es kommt noch dicker: Mischka, der Diener des Stadthauptmanns, kündigt einen neuen Besuch an. Der echte Revisor steht vor der Tür!

## Gestaltung
Egk befreite in seinem Libretto die literarische Vorlage von allen Handlungsnebensträngen, verringerte die Zahl der handelnden Personen und konzentrierte sich auf das Wesentliche. Er stattete es mit einer bildkräftigen Musiksprache aus, die viele Hörer in ihren Bann zu ziehen vermag. Zu den musikalischen Höhepunkten zählen das Traumballett im dritten Akt, das in französischer Sprache vorgetragene witzige Lied des falschen Revisors im vierten Akt „Toutes les mères, toujours sevères, à leurs fillettes défendent d’aimer …“ und das große A-cappella-Nonett gegen Ende der Oper.

### Instrumentation
Die Orchesterbesetzung der Oper enthält die folgenden Instrumente:
- Holzbläser: zwei Flöten (auch Piccolo), zwei Oboen, Klarinette, Fagott (auch Kontrafagott)
- Blechbläser: zwei Hörner, zwei Trompeten, Posaune
- Pauken, Schlagzeug (zwei Spieler): Kleine Trommel, Große Trommel, drei Becken, zwei Triangeln, Xylophon, Vibraphon, Glockenspiel, drei Bongos, drei Tomtoms, Gong, Tamtam, zwei chinesische Templeblocks, Tamburin, Schellen, Röhrenglocken
- Harfe
- Klavier
- Streicher

## Werkgeschichte
Die Uraufführung fand am 9. Mai 1957 unter der Leitung des Komponisten am Schlosstheater Schwetzingen im Rahmen der dortigen Festspiele mit dem Ensemble der Württembergischen Staatstheater Stuttgart statt. Die Regie hatte Günther Rennert. Das Bühnenbild stammte von Leni Bauer-Ecsy. Die Protagonisten waren: Fritz Wunderlich (Bobtschinskij), Gerhard Stolze (Chlestakow), Heinz Cramer (Ossip), Fritz Ollendorff (Stadthauptmann), Hetty Plümacher (Anna), Friederike Sailer (Marja), Hubert Buchta (Mischka), Alfred Pfeifle (Postmeister), Frithjof Sentpaul (Kurator), Fritz Linke (Richter), Gustav Grefe (Dobtschinskij), Ellinor Junker-Giesen (Eine junge Witwe) und Paula Kapper (Frau des Schlossers).
Die Uraufführung hatte für eine zeitgenössische Oper einen ungewöhnlich starken Erfolg, weshalb das Werk bald auf zahlreichen Spielplänen zu finden war.